# Olga Gilowa
Olga Grigorjewna Gilowa (ros. Ольга Григорьевна Гилева; ur. 26 stycznia 1987) – rosyjska zapaśniczka walcząca w stylu wolnym. Akademicka wicemistrzyni świata w 2008. Trzecia na MŚ juniorów w 2005. Trzecia na mistrzostwach Rosji w 2008 roku.